# Magic Woman M
Magic Woman M (també coneguda com a Magical Girl Meruru) és un manga hentai i un OVA pornogràfic de fantasia. El manga mai ha sigut traduït del japonès i l'anime fou publicat a Amèrica del Nord per Central Park Media i A18 Corporation el 2006.
La història tracta de Meruru, una maga de 19 anys, que és violada per monstres (un ogre, uns hòmens-peix, un dimoni dels boscos) i quan arriba a l'orgasme té poders màgics potents per matar els seus violadors.
A Sequential Tart criticà positivament l'animació i criticà negativament la resta.